# Gustave Doret
Gustave Doret (Aigle, 20 settembre 1866 – Losanna, 9 aprile 1943) è stato un compositore, direttore d'orchestra e critico musicale svizzero.

## Biografia
Il nonno di Doret esercitò la professione di banchiere a Torino, invece il padre Paul gestì le proprietà e le vigne. Sua madre Maris Girard era originaria di Yvorne.
Doret da adolescente intraprese inizialmente studi di scienza e medicina all'Università di Losanna e, dopo averli abbandonati, si dedicò allo studio della musica prima al Collegio di Musica a Berlino nel 1886, poi a Parigi al Conservatorio sotto la guida di Jules Massenet per la composizione; studiò armonia con Théodore Dubois e violino con Martin Marisk.
Tra il 1893 e il 1895 fu il primo direttore d'orchestra al Château d'Harcourt;in questa sala diresse nel 1894 la prima esecuzione del Prélude à l'après-midi d'un faune di Claude Debussy.
Nel 1896 diresse i Concerti sinfonici alla Esposizione ginevrina e assunse, dal 1904, la direzione dell'Opéra-Comique di Parigi.
Nel 1899 collaborò con la Gazzetta di Losanna; dal 1910 al 1914, fece il corrispondente musicale a Parigi per il Berliner Tagblatt. Dal 1914 al 1929, insegnò al Conservatorio di Ginevra e dal 1921 in quello di Parigi.
Nel 1921 il Dipartimento di Pubblica Istruzione di Vaud gli chiese di lavorare sulla riforma dell'educazione al canto nelle scuole.
Nel 1926 gli fu assegnata la Croce degli ufficiali della Legion d'onore, dieci anni dopo fu elevato al grado di Cavaliere.
Nel 1927 rappresentò la Svizzera a Vienna nel centenario della morte di Beethoven.
Nel 1936, Doret diventò membro dell'Accademia di Belle Arti.
Ha composto varie opere, tra le quali: En Prison (1892), Les Armaillis (1906), La Nain du Hasli (1908), Nerine (1926). Ha inoltre musicato vari drammi dell'autore svizzero René Morax, sinfonie corali quali Loys (1913, varie composizioni sinfoniche (Suite Tessinoise, Dans les bois).